# فرآیند شل–پاک
فرایند شل–پاک (به انگلیسی: Shell–Paques process) که با نام تجاری Thiopaq O&G نیز شناخته می‌شود، یک فناوری گوگردزدایی جهت حذف هیدروژن سولفید از گاز طبیعی، پالایشگاهی، سنتزی یا زیست‌گاز است. این فرایند در ابتدا به نام شرکت‌های رویال داچ شل و پاک نامگذاری شد. این فرایند بر اساس تبدیل بیوکاتالیزی سولفید به گوگرد عنصری است. در شرایط نزدیک به دمای محیط، حدود ۳۰-۴۰ درجه سانتی‌گراد و فشاری که منجر به ایمنی ذاتی می‌شود، صورت می‌گیرد. این فرایند جایگزینی برای برخی فرایندهایی چون فرایند کلاوس است.

## یادداشت
1. ↑  Paques purification companies